# Axonolaimus seticaudatus
Axonolaimus seticaudatus is een rondwormensoort uit de familie van de Axonolaimidae. De wetenschappelijke naam van de soort is voor het eerst geldig gepubliceerd in 1971 door Platonova.